# União Desportiva da Zona Alta
A Zona Alta é um clube polidesportivo da cidade de Torres Novas com as modalidades de Atletismo, Basquetebol, Ginástica, Xadrez e Tiro com arco.
A equipa foi campeã de Santarém nos campeonatos nacionais de Pista Coberta 2009, em Pombal, em Janeiro de 2009. Sem pista própria para treinar, é o clube do distrito de Santarém com mais atletas federados, cerca de 90. Nos últimos 5 anos, passou a também ter pódios em provas mais técnicas como o salto em comprimento, triplo salto, barreiras e velocidade. Apesar de ser em femininos a maior potencialidade do clube, em masculinos também conta com alguns atletas.